# Флаг Кунашакского района
Флаг Кунаша́кского муниципального района — официальный символ Кунашакского муниципального района Челябинской области Российской Федерации. Учреждён 19 марта 2003 года.

## Описание
«Флаг Кунашакского района представляет собой прямоугольное полотнище с соотношением ширины к длине 2:3, разделённое по горизонтали на две равные полосы — зелёную и синюю, воспроизводящее в крыже фигуру жёлтого тюльпана из герба района; у свободного края полотнища — жёлтый равносторонний треугольник, основание которого составляет ширину полотнища».

## Обоснование символики
В основу флага муниципального образования «Кунашакский район» положена легенда о возникновении районного центра — посёлка Кунашак.
Шёл караван по земле Уральской. Застала его ночь на берегу озера. Старый аксакал сказал: «Куначаг-быз! Здесь переночуем!».
Проснулся аксакал рано. Видит — в голубом тумане человек по воде идёт. Бешмет голубой, сапоги голубые, шапка на голове голубая. Голубой камышинкой к берегу рыб подгоняет. «Доброго здоровья, сосед, — говорит голубой человек, — прими от сердца рыбу из озера».
Поблагодарил аксакал голубого человека, вернулся к своему каравану, говорит: «Куначаг-быз! Здесь переночуем!».
Проснулся аксакал рано. Пошёл в лес. Видит — из тумана зелёный человек выходит. В руках корзину ягод душистых несёт. Бешмет на человеке зелёный, сапоги зелёные, шапка на голове зелёная. «Доброго здоровья, сосед, — говорит зелёный человек, — прими от сердца ягод из наших лесов».
Поблагодарил аксакал зелёного человека, вернулся к своему каравану, говорит: «Куначаг-быз! Ещё здесь переночуем!».
Проснулся аксакал рано. В поле пошёл. Видит — из тумана золотой человек выходит. В руке золотые колосья несёт. Бешмет на человеке золотой, сапоги золотые, на голове шапка золотая. «Доброго здоровья, сосед, — говорит золотой человек, — прими от сердца хлебные колосья золотые».
Поблагодарил аксакал золотого человека, вернулся к своему каравану, говорит: «Куначаг-быз! Ещё здесь переночуем!». Зачем дальше идти? Места привольные и богатые, соседи добрые и приветливые. Вот и стали эту землю обживать, Кунашаком называть.
Тюльпан, олицетворяющий красоту, духовность, любовь, аллегорически показывает, что главным богатством и достоянием Кунашакского района являются его жители — добрые и приветливые соседи, представители разных национальностей.
Жёлтый цвет (золото) символизирует богатство, справедливость, уважение, великодушие.
Зелёная часть флага аллегорически показывает лесные богатства района.
Зелёный цвет символизирует жизнь, изобилие, возрождение.
Синяя часть флага показывает Кунашакский район как один из самых богатых озёрами районов, и в том числе таких крупных, как Калды и Уелги; памятником природы признано озеро Чебакуль, оно служит рыбопитомником.
Синяя часть флага показывает также и географическое расположение Кунашакского района на берегу одноимённого озера.
Синий цвет (лазурь) символизирует славу, честь, верность, искренность.